# Terreur sur la savane
Ne doit pas être confondu avec Terreur dans la savane.
Pour plus de détails, voir Fiche technique et Distribution.
Terreur sur la savane est un film franco-congolais réalisé par Yves Allégret, sorti en 1965.

## Synopsis
Au début de l'insurrection congolaise, un jeune français qui possède un avion-taxi capte par radio plusieurs appels de détresse. Accompagné d'une Congolaise, il atterrit dans la propriété au moment où des soldats de la révolution font irruption. Le colon, affolé, tire sur les assaillants. Les soldats l'abattent et saccagent l'avion. Le Français s'enfuit à travers la brousse en automobile, accompagné de la Congolaise et de Marie, survivante du massacre de la plantation. Ils tentent de rejoindre des amis, mais doivent battre en retraite précipitamment, car les révolutionnaires les ont devancés.
Source : toutlecine.com

## Fiche technique
- Titre : Terreur sur la savane
- Autres titres : Konga Yo - Les Aventuriers du Kasaï
- Réalisation : Yves Allégret
- Scénario : Yves Allégret et François Gall
- Dialogues : René Wheeler
- Photographie : Henri Persin
- Son : Antoine Petitjean
- Musique : Michel Magne
- Montage : Maurice Serein
- Société de production : Films Ekebo
- Durée : 108 minutes
- Date de sortie : 
  - France : 8 décembre 1965

## Distribution
- Nicole Courcel : Marie
- Jean Lefebvre : Jean
- Roger Pigaut : Georges

## Distinctions
- Le film est présenté au Festival de Cannes 1962 sous le titre Konga-yo.